# Saint-Martin-le-Redon
Saint-Martin-le-Redon – miejscowość i gmina we Francji, w regionie Oksytania, w departamencie Lot.
Według danych na rok 1990 gminę zamieszkiwało 208 osób, a gęstość zaludnienia wynosiła 20 osób/km² (wśród 3020 gmin regionu Midi-Pireneje Saint-Martin-le-Redon plasuje się na 855. miejscu pod względem liczby ludności, natomiast pod względem powierzchni na miejscu 1058.).